# 约翰·道兰德
约翰·道兰德（英語：John Dowland，1563年—1626年2月20日之前），英国文艺复兴晚期作曲家，歌手，鲁特琴演奏家。

## 生平与创作
道兰德的出生地存在争议，一般说法是伦敦，但有爱尔兰学者声称他生于都柏林，不过后者尚无确凿根据可以证实。曾到巴黎在英国驻巴黎使馆工作，又曾在丹麦国王克里斯蒂安四世的宫廷里工作。他于1626年在伦敦逝世，但只记录下他的下葬日期，具体逝世日期不得而知。
道兰德现在被公认为一位伟大的作曲家，尽管生前他只以演奏鲁特琴和歌唱技艺出名。他的歌曲创作被认为对艺术歌曲的发展有推动作用。他的器乐曲集《泪》（Lachrimae, or Seaven Teares）也是十分著名的作品。

## 后世影响
- 后世的古典音乐作曲家常常引用道兰德的歌曲作为素材，著名者包括珀西·格兰杰和本杰明·布里顿。
- 2006年，英国歌手斯汀推出了道兰德歌曲的专辑《迷宫之歌》（Songs from the Labyrinth），相当热卖。